# Arthur Balbaert
Arthur Balbaert (Roubaix, 27 mei 1879 - Hoevenen, 14 oktober 1938) was een Belgisch schutter.

## Levensloop
Balbaert nam deel aan de Olympische Zomerspelen van 1920 en 1924 in diverse disciplines. Zijn beste resultaat (5e plaats) behaalde hij er op de Spelen van 1920 te Antwerpen met het Belgisch team (voorts bestaande uit Paul Van Asbroeck, Conrad Adriaenssens en François Heyens) in het onderdeel 'pistool, 50 meter team'.